# Émile Grumiaux
Émile Grumiaux, född 11 juni 1861, död 18 maj 1932, var en fransk bågskytt. Han deltog vid olympiska sommarspelen 1900.